# The Planetary Society

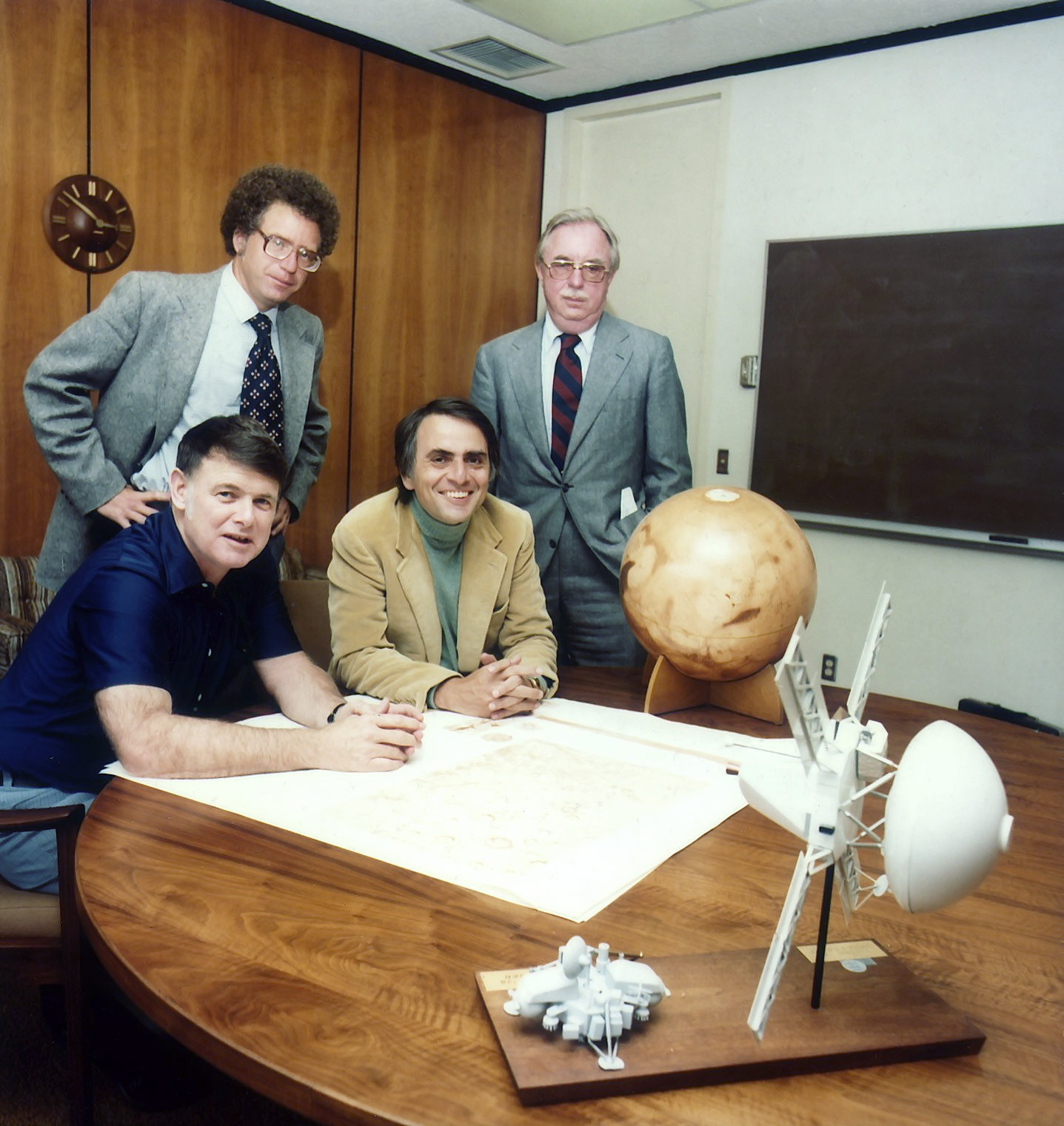
Oprichters van The Planetary Society, 1980

The Planetary Society is een in de Verenigde Staten gevestigde internationale stichting. Het doel van deze niet-gouvernementele organisatie is het promoten van en pleiten voor wetenschappelijk onderzoek op het gebied van ruimtevaart en astronomie. De Planetary Society draagt zelf ook bij aan onderzoek. De stichting is in 1980 opgericht door Carl Sagan, Bruce Murray en Louis Friedman en heeft momenteel meer dan 50.000 leden verspreid over meer dan 100 landen.
De Planetary Society houdt zich bezig met onderzoek van het zonnestelsel, aardscheerders en de zoektocht naar buitenaards leven. Haar missie luidt: "Om de bewoners van de wereld in staat te stellen ruimtewetenschap en -onderzoek te bevorderen". De Planetary Society is een pleitbezorger voor financiering van NASA. Zij lobbyt het parlement en engageert haar leden in de Verenigde Staten om contact op te nemen met hun volksvertegenwoordigers met als doel NASA financieel te ondersteunen.
Afgezien van het bevorderen van publiekelijke betrokkenheid, investeert de Planetary Society startkapitaal in projecten in de hoop en verwachting dat zij leiden tot verder onderzoek. Drie van de meer bekendere programma's zijn Lightsail, LIFE Living Interplanetary Flight Experiment (Levend Interplanetaire Vlucht Experiment) en SETI@home. Lightsail bestaat uit drie zonnezeil-experimenten. LIFE was een tweedelig programma ontworpen om het vermogen van verschillende soorten micro-organismes om in de ruimte te overleven te testen. SETI@home is een bijzonder succesvol op het internet gebaseerd project om radiosignalen te onderzoeken naar tekenen van buitenaards leven. Zij doet dit door gebruik te maken van resterend computervermogen van mensen die zich hebben aangesloten bij het project.